# Música shona
La música shona es la música del pueblo shona procedente de Zimbabue. Hay varios tipos diferentes de música tradicional shona, incluyendo canto e interpretación de instrumentos musicales como mbira, hosho y tambor. Muy a menudo, esta música va acompañada de la danza y la participación por parte de la audiencia. En la música shona no hay casi diferencias entre intérpretes y público, ambos suelen participar en la creación musical y ambos son relevantes en la ceremonias religiosas, en las que frecuentemente se escucha música shona.

## Instrumentos musicales

### Mbira
Artículo principal: Mbira

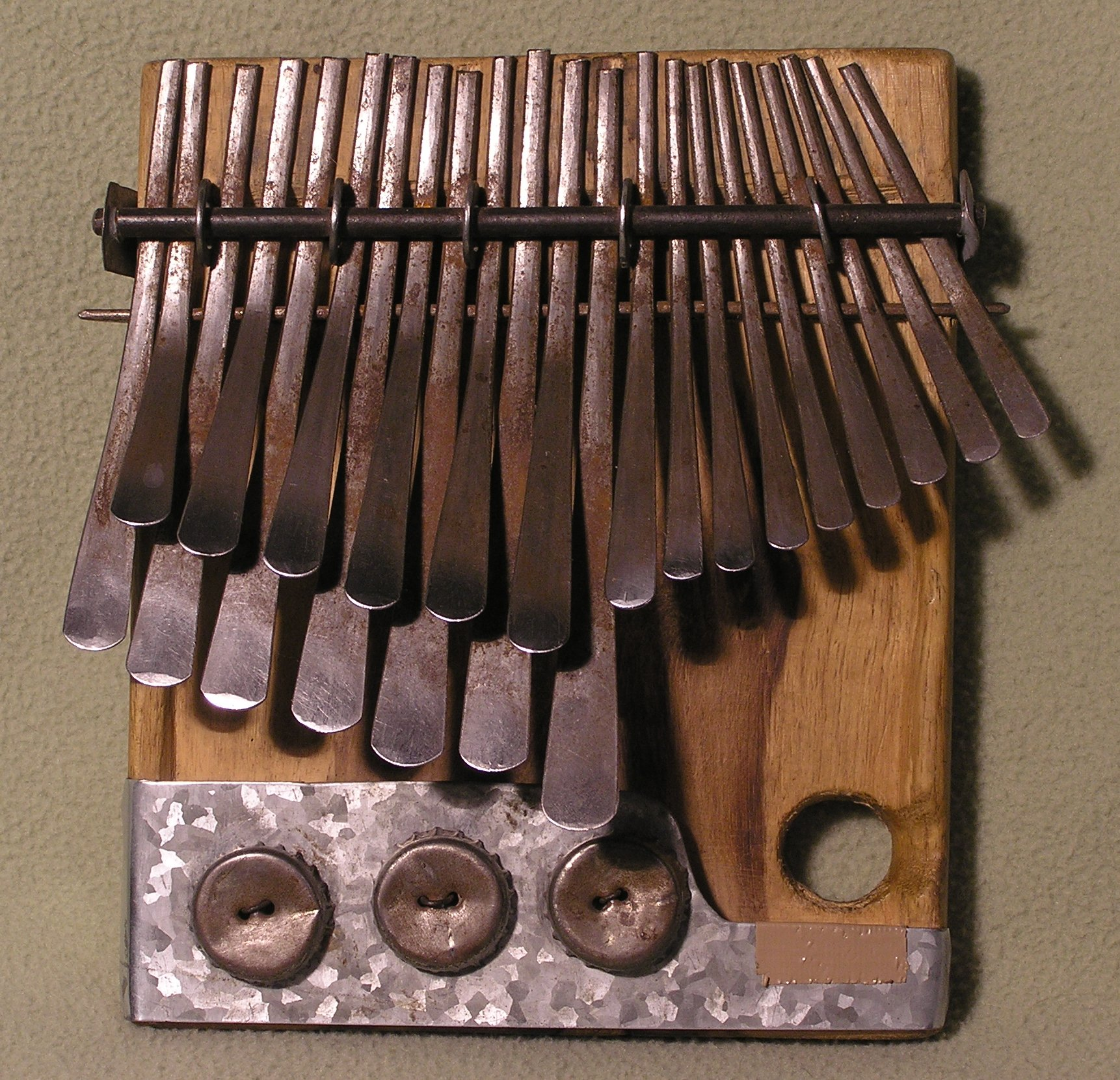
Una mbira dzavadzimu

La mbira es un instrumento tradicional del pueblo shona que a menudo se utiliza en las ceremonias religiosas. Existen varios tipos diferentes de mbira incluyendo la mbira dzavadzimu y mbira nyunga nyunga.
La música shona es bien conocida como representante de música de mbira ("el piano de pulgar").
- El intérprete de la kushaura (parte principal de mbira) a menudo actúa también como vocalista, la seleccionando una conocida melodía o patrón de mbira para acompañar unas determinadas letras. Por lo general se trata de una frase o unas pocas líneas de texto que luego son comentadas improvisadamente.
- El intérprete de la kutsinira (parte segunda de mbira) sigue un patrón que se entrelaza con la kushaura de tal forma que genera las notas repetidas que identificativas de la música para mbira. De hecho la kutsinira suele ser lo mismo que la kushaura, pero tocado medio golpe más tarde.
- Los intérpretes de mbira son a su vez acompañados por otro cantante menos activo que toca el hosho) y responde a la letra improvisada del cantante adornando y complementando la melodía de la voz principal. (Garfias, 1971)

### Hosho
Artículo principal: Hosho

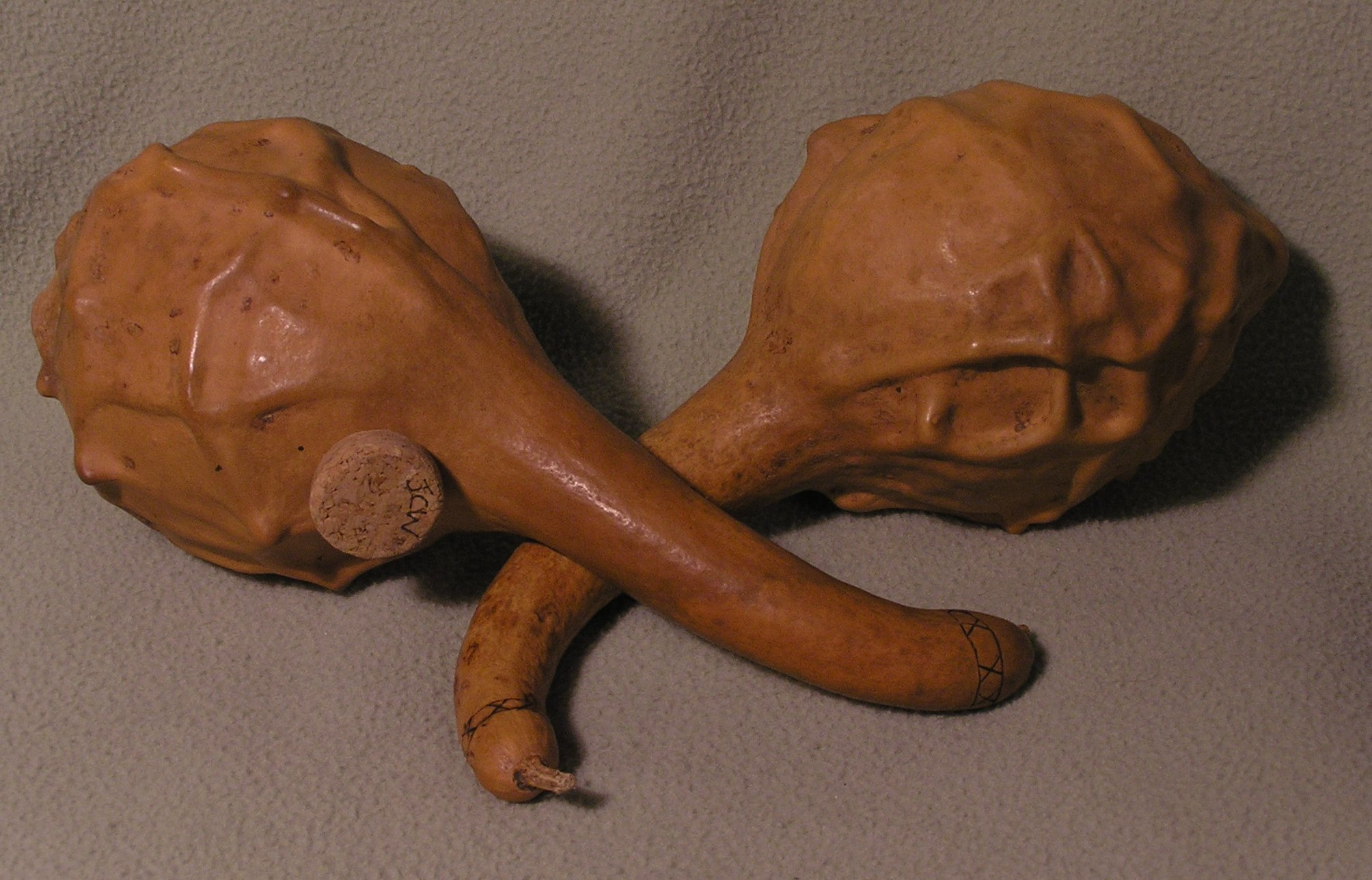
Un par de hoshos

La música shona suele ir acompañada del hosho, que es una especie de sonajero o maraca hecha a partir de calabaza ahuecada que contiene semillas de hota u otros objetos. Este instrumento se agita para producir sonido.

### Tambores
Los tambores están siempre asociados con la danza y se puede utilizar para diversas danzas.
Mhande Tambores
1. Shauro: utilizado para llevar el ritmo.
2. Tsinhiro: utilizados para el ritmo de respuesta.

Dinhe Tambores
1. Mhito: utilizado para llevar el ritmo.
2. Mitumba miviri: utilizados para el ritmo de respuesta.

Chokoto Tambores
1. Chimudumbana: doble tambor pequeño utilizado para llevar el ritmo principal.
2. Chigubha: doble tambor grande utilizado para ejecutar el ritmo de respuesta.

## Música shona en la actualidad
La música tradicional shona se ha adaptado a instrumentos musicales modernos tales como las guitarras eléctricas y los sets de batería occidentales. Por ejemplo, músicos como Thomas Mapfumo, Stella Chiweshe y Oliver Mtukudzi.
Esta música también se asocia con el movimiento chimurenga.

## Música shona en Occidente
La música shona se ha popularizado en Occidente e incluso en Oriente, en países como Japón. En Estados Unidos la música shona ha llegado a ser popular en Colorado, en California y al noroeste del Pacífico, en gran parte debido a la influencia de músicos como Dumisani Maraire, Ephat Mujuru y Erica Azim.

### Música shona de marimba
Las marimbas shona son diatónicas y se hacen con la nota Fa# y sin ella. Son diferentes de otras marimbas por sus teclas más grandes y por los resonadores que tienen debajo de las teclas (para producir un sonido de zumbido). Con frecuencia las canciones tradicionales para mbira se transcriben para la marimba.

## Músicos
- Chartwell Dutiro
- Chiwoniso Maraire
- Chris Berry
- Cosmas Magaya
- Dumisani Maraire
- Ephat Mujuru
- Erica Azim
- Fabio Chivhanda
- Forward Kwenda
- Gandanga
- Herbert Schwamborn
- James Chimombe
- Oliver Mtukudzi
- Stella Chiweshe
- Thomas Mapfumo

## Discografía
- 1971 – Zimbabwe: The African Mbira. Music of the Shona People. (Nonesuch Explorer Series 79703-2) Notas por Robert Garfias.
- 1972 – The Music of Africa series: Musical instruments 2. Reeds (Mbira). (Kaleidophone, KMA 2). Grabado por Hugh Tracey.
- 1972 – Mbira Music of Rhodesia. Abram Dumisani Maraire (nyunga-nyunga mbira) ed. Robert Garfias. University of Washington Press, Ethnic Music Series. UWP-1001. Notas por Maraire, describiendo el contexto, la composición y la interpretación de música de nyunga-nyunga mbira.
- 1973 – Zimbabwe: The Soul of Mbira. Traditions of the Shona People. (Nonesuch Explorer Series 79704). Producido por Paul Berliner.